# مارينا غوردون
مارينا غوردون (بالروسية: Гордон, Марина)‏ هي مغنية أوبرا بيلاروسية، ولدت في 11 ديسمبر 1917 في مينسك في روسيا البيضاء، وتوفيت في 13 ديسمبر 2013 في نيويورك في الولايات المتحدة.